# 阿南市立山口小学校
阿南市立 山口小学校（あなんしりつ やまぐちしょうがっこう）は、徳島県阿南市山口町にある公立小学校。

## 概要

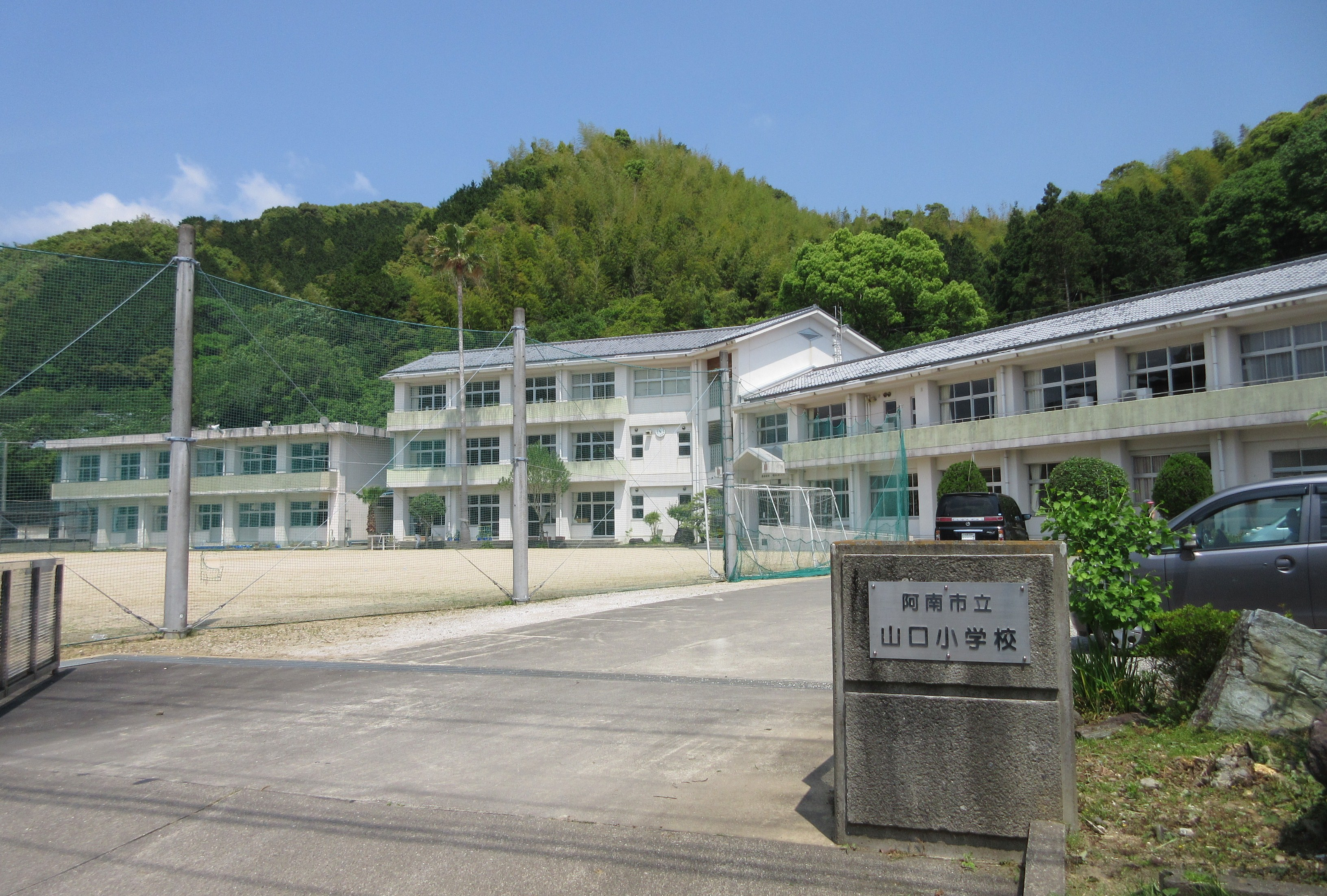

### 校歌
- 作詞: 宮城節子
- 作曲: 学校音楽部

## 沿革
- 1874年（明治7年）10月 - 山口東小学校、山口西小学校を創設。
- 1880年（明治13年）9月 - 山口東小学校、山口西小学校を統合し山口小学校となる。
- 1887年（明治20年）5月 - 山口尋常小学校と改称。
- 1941年（昭和16年）4月 - 国民学校令により、山口国民学校と改称。
- 1947年（昭和22年）4月 - 学制改革により、阿南市山口小学校と改称。
- 1990年（平成2年）- 屋内体育館竣工[1]。
- 1995年（平成7年）7月 - 地域学習・校外体験学習の導入。
- 1997年（平成9年）4月 - 青少年赤十字に加盟する。
- 1998年（平成10年） - 新校舎竣工[1]。
- 2008年（平成20年）2月 - ホームページ開設。

## 周辺
- 国道195号
- 榊神社

## アクセス
- 徳島バス丹生谷線「山口中」バス停下車。

## 通学区域が隣接している学校
- 阿南市立新野小学校
- 阿南市立桑野小学校
- 阿南市立長生小学校
- 阿南市立吉井小学校
- 那賀町立鷲敷小学校